# Charles Aránguiz
Charles Mariano Aránguiz Sandoval (født 17. april 1989) er en chilensk professionel fodboldspiller, som spiller for Campeonato Brasileiro Série A-klubben Internacional og Chiles landshold. 

## Klubkarriere

### Tidlige karriere
Aránguiz begyndte sin karriere hos Cobreloa, hvor han gjorde sin førsteholdsdebut i 2006. Han skiftede i 2009 til Colo-Colo, som han var med til at vinde Primera División clausura mesterskabet med i 2009.
Efter et kort ophold hos Argentinske Quilmes i 2010, skiftede han til skiftede han til Colo-Colos historiske rival, Universidad de Chile. Han var del af Universidads hold som vandt Copa Sudamericana i 2011 uden at tabe en eneste kamp.

### Internacional
I januar 2014 opkøbte Udinese 50% af hans rettigheder. Han kom dog aldrig til at spille for klubben, da han blev direkte udlejet til brasilianske Internacional. I juni 2014 blev det annonceret at aftalen blev fast.

### Bayer Leverkusen
Aránguiz skiftede i august 2015 til Bayer Leverkusen. I september 2020 blev det annonceret at Aránguiz ville overtage rollen som anfører på holdet. Han valgte dog at afgå som anfører i juli 2021, hvorpå han blev erstattet af Lukáš Hrádecký.

### Internacional retur
Aránguiz vendte tilbage til Internacional i april 2023.

## Landsholdskarriere

### Ungdomslandshold
Aránguiz har repræsenteret Chile på U/20-niveau.

### Seniorlandshold
Aránguiz debuterede for Chiles landshold den 4. november 2009. Han var del af Chiles trup som vandt Copa América to gange i streg i 2015 og 2016. Han var også del af deres trup til VM i 2014 og til Confederations Cup i 2017.

## Titler
Colo-Colo
- Primera División de Chile: 1 (2009 Clausura)

Universidad de Chile
- Copa Sudamericana: 1 (2011)
- Primera División de Chile: 3 (2011 Apertura, 2011 Clausura, 2012 Apertura)
- Copa Chile: 1 (2012-13)

Internacional
- Campeonato Gaúcho: 2 (2014, 2015)

Chile
- Copa América: 2 (2015, 2016)

Individuelle
- Copa América Turneringens hold: 1 (2016)